# Shizuka Miura
 (mars 2025).
Pour les articles homonymes, voir Miura (homonymie).
Shizuka Miura (三浦 静香, Miura Shizuka) est une créatrice de poupées articulées, chanteuse, autrice et guitariste japonaise, née le 7 mars 1962 et morte le 31 janvier 2010. Reconnue au Japon pour son travail dans la fabrication de poupées, elle est connue à l'international pour être la fondatrice et meneuse du groupe de rock Shizuka,.

## Biographie
Shizuka Miura s'initie à l'art de la fabrication de poupées sous l'influence et le mentorat du maître fabricant de poupées Katan Amano (ja). Shizuka est notamment devenue célèbre au Japon pour ses poupées gothiques à rotule,,.
Shizuka commence sa carrière musicale vers 1992 en mettant sa poésie en musique. Alors qu'elle commence par louer des salles et se produire seule sur scène, Shizuka forme rapidement un groupe éponyme avec des musiciens de la scène underground psychédélique Tokyoïte. 
Avec son groupe, elle aura travaillé à la sortie d'un album studio, de trois albums live, et de deux albums vidéo. Shizuka a également participé à de nombreux concerts au Japon, deux tournées aux États-Unis,, et un festival en Écosse,,,.
Shizuka se suicide le 31 janvier 2010 à l'âge de 47 ans,. Mason Jones écrit alors que « cela pourrait être dû à des médicaments »,  bien que la cause réelle de son geste reste inconnue. Le 25 avril, un album DVD-vidéo est publié par PSF Records en hommage à Shizuka, contenant l'une des dernières performances live de son groupe enregistrée au ShowBoat à Tokyo le 30 décembre 2008.

## Carrière artistique

### Fabrication de poupées
Shizuka fabriquait principalement des poupées modernes à rotule. Ses poupées ont été décrites comme « hantées, d'apparence éthérée », « époustouflantes », « d'apparence maladive », « belles et effrayantes ».

### Influences musicales
Shizuka a commencé à nourrir l'envie de composer de la musique après avoir vu Maki Miura adapter certains de ses poèmes en musique. Lorsqu'on lui a demandé quel était son groupe préféré, Shizuka a mentionné Les Rallizes Dénudés concernant la scène psychédélique japonaise.

### Styles musicaux et voix
La musique de Shizuka et de son groupe couvre différents genres musicaux comme le psychédélique, le folk, le noise rock, l'acid rock et le néo-psychédélisme,,.
Shizuka, qui jouait de guitare et des cloches, possédait une voix distinctive : chantée, lente, plaintive et tremblante, évoquant souvent la tristesse et une « atmosphère gothique »,,. Son chant était imparfait et même parfois discordant, quoique ces aspects ajoutaient une touche émotionnelle, faisant écho au style du groupe.

### Écriture et composition
Le processus créatif habituel du groupe Shizuka consistait par commencer à écouter Shizuka chanter ses paroles puis laisser les musiciens jouer ensemble, et seulement ensuite composer les arrangements de la chanson. Shizuka attribuait le tempo lent de la plupart de ses morceaux au fait qu'elle les écrit à son rythme naturel, et non à un effort délibéré. 
Son inspiration musicale prenant source dans ses expériences personnelles, elle a notamment écrit la chanson Planning for Loneliness (孤獨を圖る, Kodoku o Hakaru) en s'inspirant de son expérience d'un cancer de l'estomac à la fin des années 1980, alors qu'elle avait également un enfant d'un an et demi ; c"'est morceau qu'elle considérait particulièrement important pour elle et qu'elle interprétait souvent avec son groupe sur scène.

« Quand l'inspiration vient, je la suis afin de trouver le matériau qui servira à modeler mon travail créatif, qui peut finalement se concrétiser sous la forme de musique ou d'une poupée. Les deux sont les produits de mon univers intime, elles viennent de la même inspiration et toute inspiration vient de mon expérience personnelle. »

— Shizuka Miura

## Vie personnelle
Shizuka était mariée au guitariste japonais Maki Miura,. Elle a eu un enfant à la fin des années 1980, période où elle affronte également un cancer de l’estomac.

## Discographie

### Album studio
- 1994 : Heavenly Persona (天界のペルソナ, Tenkai no Perusona)

### Albums Live
- 1995 : Live Shizuka
- 2000 : Tokyo Underground 20, Jul '95
- 2008 : Traditional Aesthtics (伝承美学, Denshō Bigaku)
- 2021 : Paradise of Delusion (妄想の楽園, Mousou no Rakuen)

### Albums vidéo
- 1995 : Shizuka (静香)
- 2009 : Hikyoku no Seiseki: Live at Manda-La2 1993 & Studio Ams 1994 (秘曲の成績)
- 2010 : Endeless Dream (終わりのない夢, Owari no Nai Yume)